# 周亮工

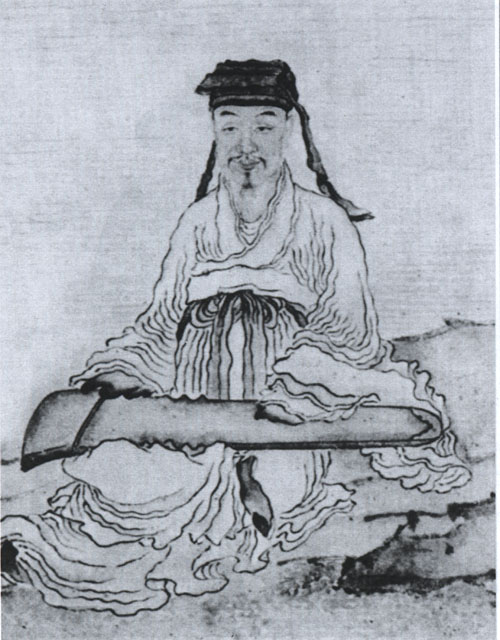
周亮工

周 亮工（しゅう りょうこう、1612年 - 1672年）は、中国明末から清初にかけての文人。蔵書家としても知られ、特に印章を好んだ。字は元亮、号は櫟園・減斎。開封府祥符県に生まれ、南京に住んだ。

## 生涯
1640年（崇禎13年）に進士及第し濰県県令に任じられた。1644年（崇禎17年）には浙江道監察御史となったが、明朝が滅亡し、また李自成の自害により順が崩壊すると、1645年（順治2年）に清朝に仕官し戸部右侍郎まで昇進した。しかし鄭芝龍の事件に連座し投獄される。のちに赦され再び仕官し、1662年（康熙元年）に官職を辞した。
多くの著作を残したが、南明との戦乱によりその大半を焼失した。

## 文人としての評価
周亮工は詩文・金石・書画など幅広い分野での造詣を有していた。特に印章を好み、古文物の収蔵家として知られ、特に印章を好んだ。篆刻家の伝記である『印人伝』を編纂し、印譜『頼古堂印譜』は1000方以上の印を収録し、子の周在浚・周在延・周在建・周在都・周在青に編纂させ出版している。画業で著名な陳洪綬や許有介などと交遊した。

## 著作
- 『頼古堂集』
- 『因樹屋書影』
- 『読画録』
- 『印人伝』
- 『頼古堂文選』
- 『頼古堂印譜』
- 『閩小記』
- 『全濰紀略』
- 『書影』
- 『字触』
- 『同書』
- 『読画楼画人伝』